# Церковь Нотр-Дам-де-Ван
Нотр-Дам-де-Ван (фр. Notre-Dame-des-Vents) — церковь в Порт-о-Франсе на архипелаге Кергелен в Французских Южных и Антарктических территориях. Самая южная церковь на территории Франции.

## История
Строительство церкви началось в 1957 году под руководством отца Андре Беуже.  Первый камень заложен 16 декабря 1957 года. В 1958 году отец Беуже организовал выставку в Париже с целью сбора средств для постройки церкви. Строительство закончилась в 1961 году после возведения колокольни под руководством отца Жана Волота.

## Описание
Церковь расположена на скалистом плато, на берегу моря, с видом на залив Морбиан. Церковь представляет из себя прямоугольное цементное здание,  шириной 13 на 6,5 метров. Прямоугольные витражи окружают верхнюю часть здания покрытого белой плоской крышей. Перед входом стоит бетонная колонна увенчана крестом. Рядом находится алтарный камень, состоящий из блока базальта диаметром 2 квадратных метра.